# Децим Юній Сілан Манліан
Децим Юній Сілан Манліан (лат. Decimus Junius Silanus Manlianus; ? — 140 до н. е.) — політичний діяч часів Римської республіки.

## Життєпис
Походив з роду Манліїв. Син Тита Манлія Торквата, консула 165 року до н. е. При народжені отримав ім'я Тит. Про молоді роки немає відомостей. У 146 році до н. е. його всиновив Децим Юній Сілан, сенатський уповноважений 146 року до н.е. Через це змінив ім'я на Децим Юній Сілан Манліан.
У 142 році до н. е. його обрано претором. У 141 році до н. е. як пропретор отримав провінцію Македонію. Тут зазнав поразки у боях з племенем скордисків. Після повернення у 140 році до н. е. до Риму був звинувачений македонськими послами у здирництві та хабарництві. Його рідний батько очолив суд над ним. Після вивчення обставин справи Торкват визнав Децима Манліана винним у злочинах. Останній наклав на себе руки.

## Родина
- Децим Юній Сілан
- Марк Юній Сілан, консул 109 року до н. е.
- Луцій Юній Сілан